# Aseraggodes corymbus
Aseraggodes corymbus är en fiskart som beskrevs av Randall och Bartsch 2007. Aseraggodes corymbus ingår i släktet Aseraggodes och familjen tungefiskar. Inga underarter finns listade i Catalogue of Life.